# 高松市立三渓小学校
高松市立三渓小学校（たかまつしりつ さんけいしょうがっこう）は、香川県高松市三谷町にある市立小学校。

## 概要
高松市の南東部、三谷地区に位置する小学校である。
当校は三谷町に位置しながら、校名は「三谷」ではなく「三渓」であり、読みも「みたに」ではなく「さんけい」と読む。地区名の三谷と同意義ではあるが、地名ではなく人名由来の校名である。このように地区名と一致した名称の小学校が存在しない地区は高松市内ではこの地区のみである。そもそも校名は1900年に姥懐小学校と三谷小学校が合併し、当校が設立された際に初めて名付けられた。この時校名の由来となったのが、その11年前に死去した三谷出身の偉人で明治期における日本の水産業先覚者、藤川三渓（）である。

## 学校データ
- 児童数：552人（2023年度[1]）
- 児童愛称：

学校施設（2010年5月1日時点）
- 普通教室：8教室
- 特別教室：9教室
- 校舎面積：3100m2
- 体育館面積：662m2

服装規定
- 制服：あり（通年必用）
- 防寒着：地味な色であればネックウォーマー・コート着用可能

## 歴史

### 年表
- 1900年（明治33年）5月 - 姥懐小学校と三谷小学校を統合し、三谷村立三渓尋常小学校として設立。
- 1905年（明治38年）4月 - 高等科を設置。三谷村立三渓尋常高等小学校と改称。
- 1941年（昭和16年）4月1日 - 三谷村立三渓国民学校と改称。
- 1947年（昭和22年）4月1日 - 三谷村立三渓小学校と改称。
- 1956年（昭和31年）9月30日 - 高松市立三渓小学校と改称。
- 1970年（昭和45年）6月 - プール竣工。
- 2004年（平成16年）4月1日 - 高松市立小中学校全校で3学期制を廃して2学期制を導入。
- 2013年（平成25年）4月1日 - 高松市立小中学校全校で3学期制に移行。

### 全校児童数の推移
三渓小学校の児童数は横ばい状態であったが、2008年度から増加傾向にある。
- 1999年度：172人
- 2000年度：169人（-3人）
- 2001年度：171人（+2人）
- 2002年度：172人（+1人）
- 2003年度：176人（+4人）
- 2004年度：171人（-5人）
- 2005年度：174人（+3人）
- 2006年度：171人（-3人）
- 2007年度：176人（+5人）
- 2008年度：191人（+15人）
- 2009年度：190人（-1人）
- 2010年度：203人（+13人）
- 2011年度：223人（+20人）

## 教育目標
自己を生かし、主体的に活動する、心豊かな児童の育成
児童像
- 元気な子
- 考える子
- やさしい子

## 通学区域
通学区域は高松市三谷地区の全域。
- 高松市
  - 三谷町

## 進学先中学校
- 高松市立龍雲中学校

## 校区内の主な施設
- 高松市三谷出張所
- 高松市平和公園（墓地）
- 高松市南部運動場
- 三郎池
- 三谷八幡宮

## 交通
学校付近及び校区内に鉄道・バスなどの公共交通機関は存在しない。